# Сидоренко, Лев Георгиевич
Лев Георгиевич Сидоренко (р. 20 сентября 1948, Приморский край) — российский военачальник, военный учёный, заместитель начальника Главного штаба ВМФ России по противолододчной борьбе (1995—1998), председатель Морского научного комитета ВМФ России (1998—2009), генеральный конструктор АО «Центральное конструкторское бюро морской техники «Рубин» (с 2010), Герой Российской Федерации (2018). Контр-адмирал (6.05.1996).

## Биография
Родился 20 сентября 1948 года в посёлке Чан-Чисовой Соколовского района (ныне — посёлок Черноручье Лазовского района) Приморского края.
На военной службе с 1968 года. В 1973 году окончил Высшее военно-морское училище имени М. В. Фрунзе (ныне — Санкт-Петербургский военно-морской институт), в городе Ленинград (с 1991 года — Санкт-Петербург).
В 1973—1982 годах служил на Черноморском флоте (ЧФ): командир электронавигационной группы штурманской боевой части (БЧ-1) большого противолодочного корабля (БПК) «Очаков» (1973—1974), командир БЧ-1 БПК «Сообразительный» (1973—1974). В 1976-1977 годах — слушатель Высших специальных офицерских классов ВМФ в Ленинграде.
В 1977-1979 годах — старший помощник командира БПК «Сметливый» 11-й бригады противолодочных кораблей (ПЛК) 30-й дивизии ПЛК ЧФ. В 1979-1982 годах — командир эскадренного миноносца «Сознательный» 70-й бригады эсминцев ЧФ. В 1982 году поступил в Военно-морскую академию имени Маршала Советского Союза А. А. Гречко в Ленинграде (ныне — военный учебно-научный центр Военно-морского флота «Военно-морская академия имени Адмирала Флота Советского Союза Н. Г. Кузнецова»), которую окончил в 1984 году.
В 1984—1986 годах — старший офицер отдела, в 1986-1987 годах — начальник отдела Управления противолододчной борьбы (ПЛБ) Главного штаба (ГШ) ВМФ. В 1987—1991 годах — начальник группы — заместитель начальника отдела, а в 1991—1992 годах — начальник отдела борьбы с подводными лодками Службы ПЛБ ГШ ВМФ. В 1992—1995 годах — заместитель начальника службы, в 1995—1998 годах — начальник службы ПЛБ ГШ ВМФ — заместитель начальника Главного штаба ВМФ по противолододчной борьбе.
В апреле 1998 — августе 2009 года — председатель Морского научного комитета — помощник главнокомандующего ВМФ России по научной работе.
Автор более 100 научных трудов в области истории развития и боевого применения сил флота.
С августа 2009 года контр-адмирал Л. Г. Сидоренко — в запасе.
С февраля 2010 года — генеральный конструктор АО «Центральное конструкторское бюро морской техники «Рубин» в Санкт-Петербурге — одного из ведущих российских предприятий в области проектирования подводных лодок, как атомных, так и дизель-электрических.
За большой вклад в создание новых образцов вооружения и военной техники Указом Президента Российской Федерации (не публиковался) в 2018 году Сидоренко Льву Георгиевичу присвоено звание Героя Российской Федерации с вручением знака особого отличия — медали «Золотая Звезда».
Живёт и работает в Санкт-Петербурге.
Доктор технических наук (2012). Член-корреспондент Российской академии ракетных и артиллерийских наук (2003). Член редакционной коллегии журнала ВМФ «Морской сборник».

## Награды
- Герой Российской Федерации (2018),
- Орден «За военные заслуги» (1999),
- Орден «За службу Родине в Вооружённых Силах СССР» 2-й степени (1990);
- Орден «За службу Родине в Вооружённых Силах СССР» 3-й степени (1982);
- медали СССР и Российской Федерации.
- Лауреат Государственной премии Российской Федерации в области науки и техники (2003).